# Klosterkirche der Kreuzschwestern (Wien)

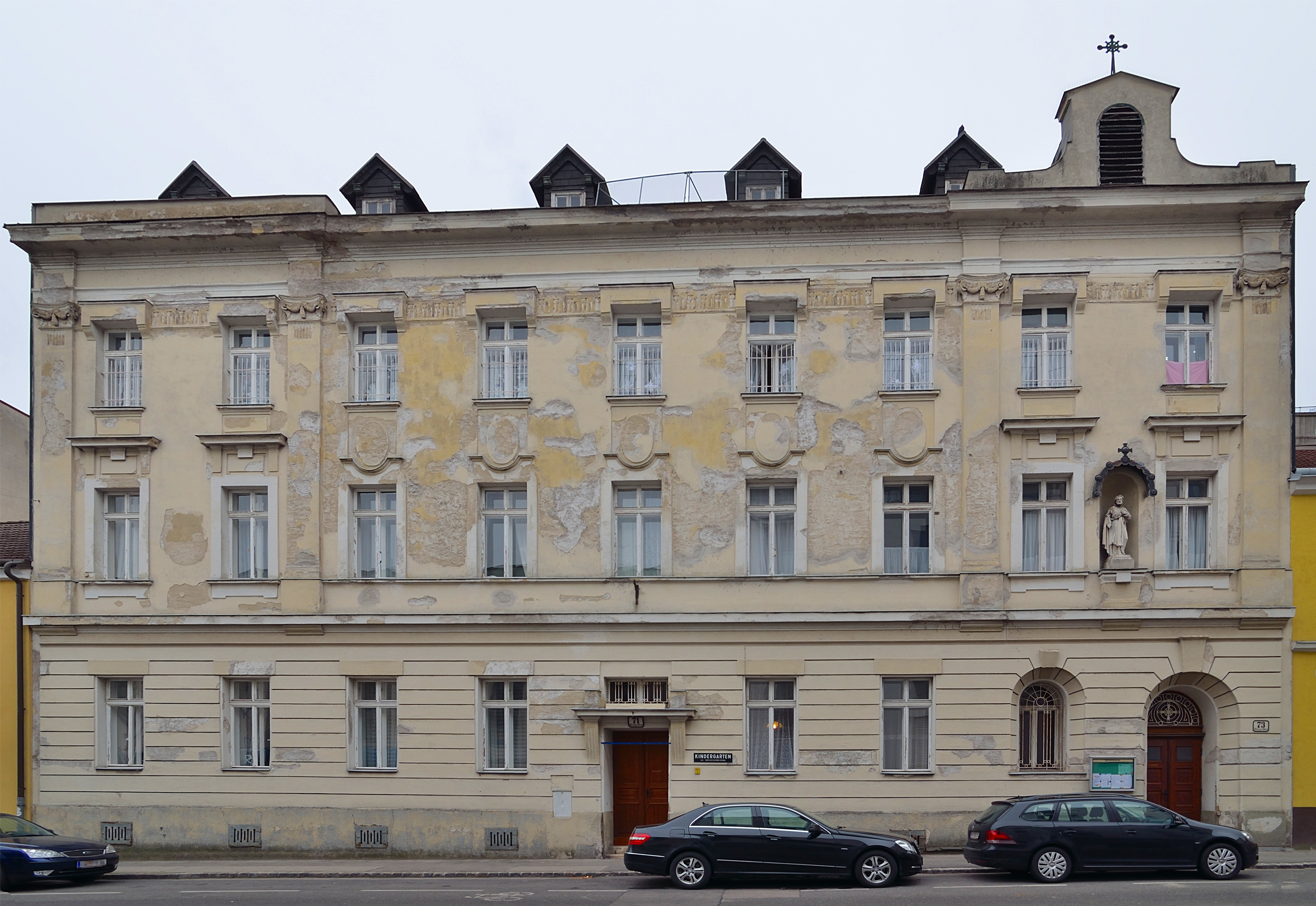
Kloster Marienheim mit Klosterkirche (rechts)

Die römisch-katholische Klosterkirche der Kreuzschwestern befand sich in der Murlingengasse 71–73 in Wien-Meidling und wurde 1904/05 nach Plänen von Heinz Gerl errichtet. Die Kapelle ist aufgelassen, sie wurde mit 31. Mai 2023 profaniert, der Konvent wurde mit selbem Datum aufgelöst.

## Geschichte
Der franziskanische, aus der Schweiz stammende Orden der Barmherzigen Schwestern vom heiligen Kreuz, kurz auch Kreuzschwestern genannt, kam 1877 in den Wiener Vorort Meidling, wo sie eine Kinderbewahranstalt, ein Waisenhaus und eine Nähschule führten. Im Gebäude des Meidlinger Bahnhofes besaßen sie zunächst eine kleine Privatkapelle, sie wohnten auch im Bahnhofsgebäude und betreuten die Kinder der Bahnangestellten. Da um 1900 in dem stark bevölkerten Arbeiterbezirk ohnehin Kirchen fehlten, wurde ihnen bewilligt in der Nähe des Bahnhofs ein Klostergebäude mit dazugehöriger Kirche zu errichten. 1904 übersiedelten die Kreuzschwestern daher an den nun aufgelösten Standort.
Die Kirche wurde am 4. Februar 1905 in Anwesenheit von Bürgermeister Karl Lueger eingeweiht. 1913 kam das Kloster in Meidling zur neuerrichteten Ordensprovinz Laxenburg. 1931 musste die Kirche durch Architekt Otto Prutscher erweitert werden. Im ehemaligen Kloster wird heute ein Kindergarten geführt.

## Baubeschreibung

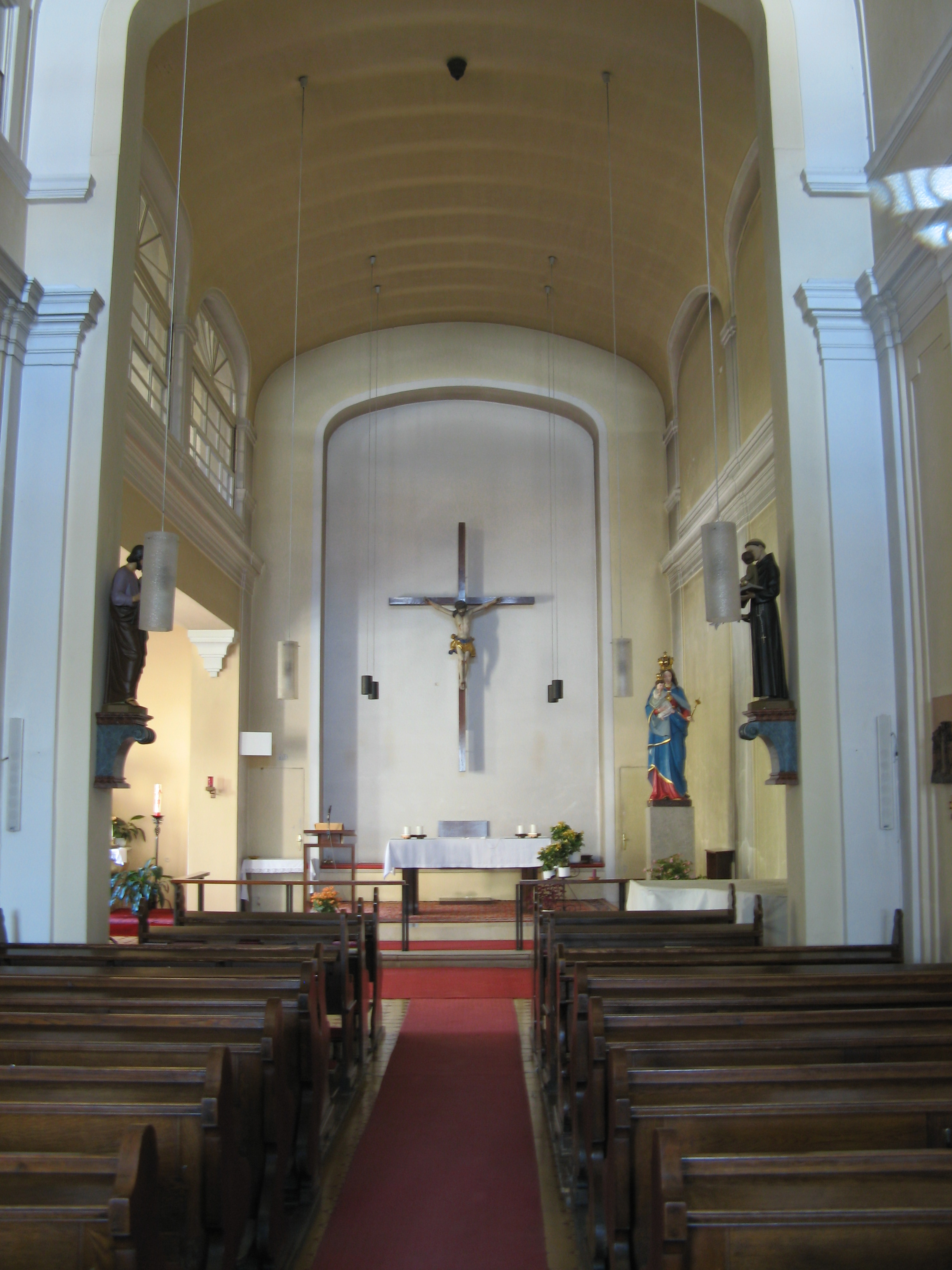
Innenraum

Die Klosterkirche tritt nach außen lediglich durch einen kleinen Glockenaufsatz und die Nischenfigur des hl. Josef hervor, denn die Kirchenfront ist in die Fassade des Klosters eingefügt. Das Marienheim genannte ehemalige Kloster ist ein dreigeschoßiger Bau, der wie ein Zinshaus aussieht.
Im Inneren besteht die ehemalige Kirche aus einem tonnengewölbten Rechtecksaal, der nach dem Umbau von Otto Prutscher um zwei breite Chorjoche und eine Kapelle erweitert wurde. Der Raum ist zum ehemaligen Kloster hin durch Lichtgaden geöffnet. Stilistisch handelt es sich um einen neoromanischen Innenraum.
An Ausstattungsstücken befindet sich ein Holzkreuz an der Altarwand sowie Holzfiguren einer Madonna, eines hl. Josef und eines hl. Antonius von Padua vom Grödner Holzschnitzer Franz Martimer. Der barockisierende Altar der ursprünglichen Kirche befindet sich heute in der Seitenkapelle. Die Kreuzwegreliefs stammen aus den 1950er Jahren.
Im Klostergebäude befinden sich Glasfenster mit der Darstellung der hll. Franz von Assisi, Antonius von Padua, Anna und Margareta Alacoque im Stiegenhaus, im Betraum des 1. Stockes überdies ein Glasfenster mit der Hl. Geist-Taube und Figuren der Hll. Maria und Josef, die alle aus der Bauzeit des Gebäudes stammen.